# Галимжанова, Ляйля Галиевна
Ляйля Галиевна Галимжанова (1924-2017) — советская казахская режиссёр и актриса, общественный и политический деятель.

## Биография
Родилась в г. Петропавловске в 1924 году в семье заместителя председателя Акмолинского губернского суда Галиуллы Галимжанова и Рабиги Макуловой. Дед по матери — казий Магди Макулов, член Казахского отдела Центрального духовного управления мусульман. Отец и дед репрессированы и расстреляны в 1937-38 гг. Впоследствии оба были реабилитированы..
В 1942 году поступила во Всесоюзный государственный институт кинематографии (ВГИК). Училась в мастерской Бориса Бабочкина и Григория Рошаля. Окончив институт в 1947 году, вернулась в Алма-Ату, где работала актрисой Алма-Атинского ТЮЗа, преподавателем в школе киноактеров.
В 1948 г. исполнила роль Сауле в фильме Е. Арона «Золотой рог».
В 1957-59 гг. — главный режиссёр Казахского телевидения, в 1959-61 гг. — заместитель министра, в 1961-67 гг. — министр культуры Казахской ССР.
С 1967 по 1975 г. занимала пост зав. отделом культуры Управления делами Совета Министров Казахской ССР. В 1975-77 гг. работала заместителем председателя Государственного комитета КазССР по кинематографии. В 1977-81 гг. — глава этого комитета.
Автор сценария фильма «Высокая должность» (1958), ряда рассказов. В 1961-71 гг. — кандидат в члены ЦК КП Казахстана. Депутат Верховного Совета КазССР 6-го, 10-го созывов.
Скончалась в г. Алматы 7 октября 2017 г.